# Oneohtrix Point Never
Дэ́ниел Лопа́тин (Daniel Lopatin; 1982), более известный как Oneohtrix Point Never — американский электронный музыкант и продюсер.

## Биография
Родился в семье русских эмигрантов в 1982 году и вырос в Новой Англии; его мать Сюзанна — музыковед и преподаватель фортепиано, отец Леонид Лопатин в молодости играл в ленинградской группе «Летучий голландец», которую покинул в 1969 году, чтобы заняться наукой. В 18 лет Дэниел приобрёл семплер и занялся музыкой, а во время обучения в Гэмпшир-колледже начал выступать, однако «чувствовал себя там немодным» и переехал в Бруклин, где и живёт в настоящее время.
В 2006 году Лопатин взял псевдоним Oneohtrix Point Never в честь радиостанции Magic 106.7, слегка изменив произношение её диапазона частот (уан-о-сикс-пойнт-севн). Он выпустил ограниченным тиражом грампластинки Betrayed in the Octagon, Zones Without People и Russian Mind; все они, а также раритетные треки составили 2-дисковую компиляцию Rifts, вышедшую в 2009 году. Лопатин так описал свои первые работы: «Это был такой дрон-эмбиент с элементами джем-сейшена, нечто среднее между немецкой экспериментальной музыкой и Grateful Dead».
Четвёртый альбом Oneohtrix Point Never под названием Returnal вышел на лейбле Editions Mego в 2010 году и получил поддержку музыкальных критиков, заняв 20-е место в списке лучших релизов года по версии Pitchfork. Для следующего диска Replica (2011), впервые записанного на профессиональной студии, Лопатин использовал семплы из рекламы 1980-х годов.

## Дискография
Студийные альбомы
- Betrayed in the Octagon (2007, Deception Island)
- Zones Without People (2009, Arbor)
- Russian Mind (2009, No Fun)
- Returnal (2010, Editions Mego)
- Replica (2011, Software)
- R Plus Seven (2013, Warp)
- Garden of Delete (2015, Warp)
- Age Of (2018, Warp)
- Magic Oneohtrix Point Never (2020, Warp)
- Again (2023, Warp)

Компиляции
- Rifts (2009, No Fun)
- Drawn and Quartered (2013, Software)
- The Fall Into Time (2013, Software)

Саундтреки
- Good Time Original Motion Picture Soundtrack (2017, Warp)
- Uncut Gems Original Motion Picture Soundtrack (2019, Warp)